# Nicolaas Ruysch
Nicolaas Ruysch (circa 1496 - 12 oktober 1558) was kanunnik, vice-deken en thesaurier van Oudmunster te Utrecht en raadsheer van de bisschop van Luik, Robert van Bergen.

## Biografie
Nicolaas Ruysch was een zoon van Ruysch Jansz, schepen en burgemeester van Amsterdam en van Divera. Hij studeerde in Leuven en in Orléans en zou in Italië in beide rechten zijn gepromoveerd. Van 1508 tot 1558 was hij kanunnik van Oudmunster te Utrecht, waar hij ook vice-deken en thesaurier zou worden. Ook was hij raadsheer van de bisschop van Luik Robert van Bergen. Ruysch onderhield een relatie met Maria Claes Weymansdr, dochter van de glasmaker Claes Weyman. Uit deze relatie werden drie kinderen geboren.
Ruysch was, samen met bisschop van Utrecht Joris van Egmond en diens toenmalige vicaris Nicolaas van Nieuwland, betrokken bij de regeling dat de regulieren van Stein - na de brand in 1549 die hun klooster in de as legde - in 1551 hun intrek konden nemen in het Brigittenklooster op de Raam in Gouda. Hij zou enkele jaren later, in 1556, ook de schenker zijn van een glas voor de nieuw gebouwde kapel van het klooster. De gebrandschilderde glazen van dit klooster werden in 1580 overgebracht naar de Goudse Sint-Janskerk. Sinds 1934 is dit een van de glazen in de Van der Vormkapel van deze kerk. Het betreft de voorstelling van Jezus door Pilatus aan het volk getoond, ecce homo. Het glas is ontworpen door Dirk Crabeth en gemaakt door één of meer van zijn medewerkers. Ruysch staat als schenker van dit glas aan de onderzijde afgebeeld.
Ruysch was ook betrokken, samen met Herman Lethmaet, bij de werving van fondsen voor de vervaardiging van de nieuwe gebrandschilderde glazen in de Sint-Janskerk in Gouda.